# Hasselö, Tjusts skärgård
Hasselö är en ö i Loftahammars socken i Västerviks kommun.
Hasselö omtalas i dokument första gången 1429 då ön tillföll Karl Knutsson (Bonde). Omkring 1600 omtalas styresmän eller lotsar på ön; 1630 fanns fyra hushåll på Hasselö. 1880 var Hasselö Loftahammars sockens största fiskeläge med 27 fiskare. Skolundervisning på ön inleddes 1864 och 1878 uppfördes en skola. 1900 fanns 29 gårdar och 11 lägenheter på ön. 1918 bodde omkring 300 personer på Hasselö. Ännu under mellankrigstiden fortsatte jordbruk och fiske på ön, men efter andra världskriget minskade befolkningen snabbt. Ännu på 1950-talet fanns dock över 20 elever i Hasselö skola. 1970 stängdes den sista affären och 1976 lades skolan ned. 2012 fanns 20 fastboende på ön. 
Genom landhöjningen har Hasselö kommit att förenas med den sydligare ön Sladö. För att förbättra syresättningen i vattnet runt öarna grävdes dock sundet mellan öarna åter upp 2005. En bro, Sundsbron uppfördes dock över sundet för att förbinda de båda öarna. Redan i början av 1900-talet fanns dock en bro mellan öarna på samma plats.